# 밀리언즈
《밀리언즈》(Millions)는 미국에서 제작된 대니 보일 감독의 2004년 코미디, 드라마, 가족, 범죄 영화이다. 알렉스 에텔 등이 주연으로 출연하였고 그레이엄 브로드벤트 등이 제작에 참여하였다. 영화 촬영 중에 프랭크 코트렐 보이스는 밀리언즈(Millions)라는 소설을 각색하였다. 이 소설은 카네기 메달을 수상하였다.

## 출연

### 주연
- 알렉스 에텔
- 루이스 오웬 맥기본

### 조연
- 제임스 네스빗
- 데이지 도노반
- 크리스토퍼 풀포드
- 피어스 퀴글리
- 제인 호가스

## 기타
- 공동제작: 트레이시 시워드
- 협력프로듀서: 케이티 고드슨
- 미술: 마크 타이데슬리
- 의상: 수잔나 벅스튼
- 배역: 비버리 케이그
- 배역: 게일 스티븐스

## KBS 성우진 (2007년 2월 24일)
- 이현주 - 데미안(알렉스 에텔)
- 소연 - 앤터니(루이스 오웬 맥기본)
- 오세홍 - 로니(제임스 네스빗)
- 최문자 - 도로시(데이지 도노반)
- 임성표 - 남자(크리스토퍼 풀포드)
- 안종국
- 정옥주
- 김영진
- 이장원
- 신소윤
- 최정호
- 이미향
- 곽윤상
- 안영아